# طواف إيطاليا للسيدات 2010
طواف إيطاليا للسيدات 2010 (بالإيطالية: Giro Donne 2010)‏ هو سباق دراجات هوائية، وهو الموسم الحادي والعشرين من طواف إيطاليا للسيدات، وأقيم خلال الفترة من 2 يوليو عام 2010، وحتى 11 يوليو 2010 ضمن سباقات سباق الدراجات على الطريق للسيدات 2010 ‏، وشارك فيه 120 متسابقاً ووصل إلى نهايته 94 متسابقاً.
فاز بالمركز الأول مارا أبوت، وبالمركز الثاني جوديث أرندت، وبالمركز الثالث تاتيانا جوديرزو، وفاز ماريان فوس في ترتيب النقاط، وكان الفائز حسب النقاط للشباب ماريان فوس، وكان الفائز في تصنيف الجبال إيما بولي.

## الفرق
| فرق سيدات محترفة (13)- ACS Cycling Chirio–Casa Giani ‏ - بيزكايا دورانجو 2010 ‏ - Garmin–Cervélo (women) ‏ - Debabarrena–Gipuzkoa ‏ - Team PCW ‏ - Gauss RDZ Ormu ‏ - كانيون–إس آر إيه إم ‏ - لوتو بيليسول للسيدات ‏ - أيه آر مونكس برو سيكلينج للسيدات ‏ - S.C. Michela Fanini Rox ‏ - توب قيرلز فسى برتولو ‏ - Aromitalia–Basso Bikes–Vaiano ‏ - Valdarno ‏ فرق وطنية (3)- فريق أستراليا لركوب الدراجات للسيدات 2010‏ - فريق الولايات المتحدة لركوب الدراجات للسيدات 2010‏ - فريق هولندا لركوب الدراجات للسيدات 2010 ‏ |  |
| |  |

## المراحل
| قائمة المراحل | قائمة المراحل | قائمة المراحل                    | قائمة المراحل  | قائمة المراحل | قائمة المراحل        | قائمة المراحل        |
| المرحلة       | التاريخ       | الدورة                           |                | المسافة (كم)  | الفائز بالمرحلة      | القائد العام         |
| ------------- | ------------- | -------------------------------- | -------------- | ------------- | -------------------- | -------------------- |
| مرحلة 1       | 2 يوليو       | موجا – ترييستي                   | مرحلة مستوية   | 59            | Ina-Yoko Teutenberg ‏ | Ina-Yoko Teutenberg ‏ |
| مرحلة 2       | 3 يوليو       | سكيل. – ريسي بيوس العاشر         | مرحلة جبلية    | 130           | Ina-Yoko Teutenberg ‏ | Ina-Yoko Teutenberg ‏ |
| مرحلة 3       | 4 يوليو       | Caerano di San Marco ‏ – Biadene ‏ | فردي ضد الساعة | 16٫9          | Ina-Yoko Teutenberg ‏ | Ina-Yoko Teutenberg ‏ |
| مرحلة 4       | 5 يوليو       | فيكارولو – Lendinara ‏            | مرحلة مستوية   | 90            | Ina-Yoko Teutenberg ‏ | Ina-Yoko Teutenberg ‏ |
| مرحلة 5       | 6 يوليو       | أورتا سان جوليو – بيتناسكو       | مرحلة جبلية    | 122           | ماريان فوس           | ماريان فوس           |
| مرحلة 6       | 7 يوليو       | غالاراتي – أرسيسات               | مرحلة جبلية    | 116٫7         | ماريان فوس           | ماريان فوس           |
| مرحلة 7       | 8 يوليو       | كومو – Albese con Cassano ‏       | مرحلة جبلية    | 110٫8         | إيفلين ستيفنز        | ماريان فوس           |
| مرحلة 8       | 9 يوليو       | شيافينا – ليفينيو                | مرحلة جبلية    | 93            | مارا أبوت            | مارا أبوت            |
| مرحلة 9       | 10 يوليو      | ليفينيو – ستيلفس                 | مرحلة جبلية    | 68٫5          | مارا أبوت            | مارا أبوت            |
| مرحلة 10      | 11 يوليو      | مونزا – مونزا                    | مرحلة مستوية   | 115           | Shelley Evans        | مارا أبوت            |

## النتيجة

### مرحلة 1
هي مرحلة بسيطة، أقيمت في 2 يوليو 2010، وامتدّت لمسافة 59 كيلومتر. فاز بالمرحلة Ina-Yoko Teutenberg ‏، وكان متصدر الترتيب العام في نهاية المرحلة Ina-Yoko Teutenberg ‏، وكان المتصدر حسب ترتيب النقاط Ina-Yoko Teutenberg ‏، وكان المتصدر في ترتيب التسلق Martine Bras ‏، وتصدر ترتيب النقاط للشباب ماريان فوس، وكان قائد تصنيف الجنسيات جورجيا برونزيني.
| التصنيف العام | التصنيف العام         | التصنيف العام    | التصنيف العام                                      | التصنيف العام |  |
| العداء        | العداء                | البلد            | الفريق                                             | الوقت         |  |
| ------------- | --------------------- | ---------------- | -------------------------------------------------- | ------------- |  |
| 1             | Ina-Yoko Teutenberg ‏  | ألمانيا          | كانيون–إس آر إيه إم ‏                               | 1 س 19 د 04 ث |  |
| 2             | جورجيا برونزيني       | إيطاليا          | Gauss RDZ Ormu ‏                                    | + 4 ث         |  |
| 3             | كيرستن وايلد          | هولندا           | Garmin–Cervélo (women) ‏                            | + 6 ث         |  |
| 4             | ماريان فوس            | هولندا           | فريق هولندا لركوب الدراجات للسيدات 2010 ‏           | + 10 ث        |  |
| 5             | باربرا جوارشي         | إيطاليا          | S.C. Michela Fanini Rox ‏                           | + 10 ث        |  |
| 6             | راسا ليليفيتو         | ليتوانيا         | أيه آر مونكس برو سيكلينج للسيدات ‏                  | + 10 ث        |  |
| 7             | Shelley Evans         | الولايات المتحدة | فريق الولايات المتحدة لركوب الدراجات للسيدات 2010 ‏ | + 10 ث        |  |
| 8             | Monia Baccaille ‏      | إيطاليا          | Valdarno ‏                                          | + 10 ث        |  |
| 9             | Alessandra D'Ettorre ‏ | إيطاليا          | توب قيرلز فسى برتولو ‏                              | + 10 ث        |  |
| 10            | خايمي نيلسن           | أستراليا         | لوتو بيليسول للسيدات ‏                              | + 10 ث        |  |

### مرحلة 2
هي مرحلة جبلية، أقيمت في 3 يوليو 2010، وامتدّت لمسافة 130 كيلومتر. فاز بالمرحلة Ina-Yoko Teutenberg ‏، وكان متصدر الترتيب العام في نهاية المرحلة Ina-Yoko Teutenberg ‏، وكان المتصدر حسب ترتيب النقاط Ina-Yoko Teutenberg ‏، وكان المتصدر في ترتيب التسلق Martine Bras ‏، وتصدر ترتيب النقاط للشباب ماريان فوس، وكان قائد تصنيف الجنسيات جورجيا برونزيني.
| التصنيف العام | التصنيف العام         | التصنيف العام    | التصنيف العام                                      | التصنيف العام |  |
| العداء        | العداء                | البلد            | الفريق                                             | الوقت         |  |
| ------------- | --------------------- | ---------------- | -------------------------------------------------- | ------------- |  |
| 1             | Ina-Yoko Teutenberg ‏  | ألمانيا          | كانيون–إس آر إيه إم ‏                               | 4 س 37 د 35 ث |  |
| 2             | جورجيا برونزيني       | إيطاليا          | Gauss RDZ Ormu ‏                                    | + 8 ث         |  |
| 3             | كيرستن وايلد          | هولندا           | Garmin–Cervélo (women) ‏                            | + 15 ث        |  |
| 4             | ماريان فوس            | هولندا           | فريق هولندا لركوب الدراجات للسيدات 2010 ‏           | + 16 ث        |  |
| 5             | Grete Treier ‏         | إستونيا          | S.C. Michela Fanini Rox ‏                           | + 17 ث        |  |
| 6             | Claudia Häusler       | ألمانيا          | Garmin–Cervélo (women) ‏                            | + 18 ث        |  |
| 7             | Shelley Evans         | الولايات المتحدة | فريق الولايات المتحدة لركوب الدراجات للسيدات 2010 ‏ | + 20 ث        |  |
| 8             | باربرا جوارشي         | إيطاليا          | S.C. Michela Fanini Rox ‏                           | + 20 ث        |  |
| 9             | Alessandra D'Ettorre ‏ | إيطاليا          | توب قيرلز فسى برتولو ‏                              | + 20 ث        |  |
| 10            | أنيميك فان فليوتن     | هولندا           | فريق هولندا لركوب الدراجات للسيدات 2010 ‏           | + 20 ث        |  |

### مرحلة 3
هي مرحلة من نوع سباق زمن فردي، أقيمت في 4 يوليو 2010، وامتدّت لمسافة 16.9 كيلومتر. فاز بالمرحلة Ina-Yoko Teutenberg ‏، وكان متصدر الترتيب العام في نهاية المرحلة Ina-Yoko Teutenberg ‏، وكان المتصدر حسب ترتيب النقاط Ina-Yoko Teutenberg ‏، وكان المتصدر في ترتيب التسلق Martine Bras ‏، وتصدر ترتيب النقاط للشباب ماريان فوس، وكان قائد تصنيف الجنسيات تاتيانا جوديرزو.
| التصنيف العام | التصنيف العام        | التصنيف العام    | التصنيف العام                                      | التصنيف العام |  |
| العداء        | العداء               | البلد            | الفريق                                             | الوقت         |  |
| ------------- | -------------------- | ---------------- | -------------------------------------------------- | ------------- |  |
| 1             | Ina-Yoko Teutenberg ‏ | ألمانيا          | كانيون–إس آر إيه إم ‏                               | 4 س 59 د 25 ث |  |
| 2             | كيرستن وايلد         | هولندا           | Garmin–Cervélo (women) ‏                            | + 36 ث        |  |
| 3             | ماريان فوس           | هولندا           | فريق هولندا لركوب الدراجات للسيدات 2010 ‏           | + 40 ث        |  |
| 4             | جوديث أرندت          | ألمانيا          | كانيون–إس آر إيه إم ‏                               | + 42 ث        |  |
| 5             | ليندا فيلومسن        | نيوزيلندا        | كانيون–إس آر إيه إم ‏                               | + 43 ث        |  |
| 6             | Shelley Evans        | الولايات المتحدة | فريق الولايات المتحدة لركوب الدراجات للسيدات 2010 ‏ | + 1 د 03 ث    |  |
| 7             | أنيميك فان فليوتن    | هولندا           | فريق هولندا لركوب الدراجات للسيدات 2010 ‏           | + 1 د 11 ث    |  |
| 8             | أمبر نبين            | الولايات المتحدة | فريق الولايات المتحدة لركوب الدراجات للسيدات 2010 ‏ | + 1 د 12 ث    |  |
| 9             | Alison Tetrick       | الولايات المتحدة | فريق الولايات المتحدة لركوب الدراجات للسيدات 2010 ‏ | + 1 د 14 ث    |  |
| 10            | Iris Slappendel ‏     | هولندا           | Garmin–Cervélo (women) ‏                            | + 1 د 14 ث    |  |

### مرحلة 4
هي مرحلة بسيطة، أقيمت في 5 يوليو 2010، وامتدّت لمسافة 90 كيلومتر. فاز بالمرحلة Ina-Yoko Teutenberg ‏، وكان متصدر الترتيب العام في نهاية المرحلة Ina-Yoko Teutenberg ‏، وكان المتصدر حسب ترتيب النقاط Ina-Yoko Teutenberg ‏، وكان المتصدر في ترتيب التسلق Martine Bras ‏، وتصدر ترتيب النقاط للشباب ماريان فوس، وكان قائد تصنيف الجنسيات تاتيانا جوديرزو.
| التصنيف العام | التصنيف العام        | التصنيف العام    | التصنيف العام                                      | التصنيف العام |  |
| العداء        | العداء               | البلد            | الفريق                                             | الوقت         |  |
| ------------- | -------------------- | ---------------- | -------------------------------------------------- | ------------- |  |
| 1             | Ina-Yoko Teutenberg ‏ | ألمانيا          | كانيون–إس آر إيه إم ‏                               | 7 س 18 د 39 ث |  |
| 2             | كيرستن وايلد         | هولندا           | Garmin–Cervélo (women) ‏                            | + 40 ث        |  |
| 3             | ماريان فوس           | هولندا           | فريق هولندا لركوب الدراجات للسيدات 2010 ‏           | + 50 ث        |  |
| 4             | جوديث أرندت          | ألمانيا          | كانيون–إس آر إيه إم ‏                               | + 57 ث        |  |
| 5             | ليندا فيلومسن        | نيوزيلندا        | كانيون–إس آر إيه إم ‏                               | + 58 ث        |  |
| 6             | Shelley Evans        | الولايات المتحدة | فريق الولايات المتحدة لركوب الدراجات للسيدات 2010 ‏ | + 1 د 09 ث    |  |
| 7             | أنيميك فان فليوتن    | هولندا           | فريق هولندا لركوب الدراجات للسيدات 2010 ‏           | + 1 د 21 ث    |  |
| 8             | أمبر نبين            | الولايات المتحدة | فريق الولايات المتحدة لركوب الدراجات للسيدات 2010 ‏ | + 1 د 27 ث    |  |
| 9             | Iris Slappendel ‏     | هولندا           | Garmin–Cervélo (women) ‏                            | + 1 د 29 ث    |  |
| 10            | إيفلين ستيفنز        | الولايات المتحدة | كانيون–إس آر إيه إم ‏                               | + 1 د 30 ث    |  |

### مرحلة 5
هي مرحلة جبلية، أقيمت في 6 يوليو 2010، وامتدّت لمسافة 122 كيلومتر. فاز بالمرحلة ماريان فوس، وكان متصدر الترتيب العام في نهاية المرحلة ماريان فوس، وكان المتصدر حسب ترتيب النقاط Ina-Yoko Teutenberg ‏، وكان المتصدر في ترتيب التسلق Martine Bras ‏، وتصدر ترتيب النقاط للشباب ماريان فوس، وكان قائد تصنيف الجنسيات تاتيانا جوديرزو.
| التصنيف العام | التصنيف العام      | التصنيف العام    | التصنيف العام                                      | التصنيف العام  |  |
| العداء        | العداء             | البلد            | الفريق                                             | الوقت          |  |
| ------------- | ------------------ | ---------------- | -------------------------------------------------- | -------------- |  |
| 1             | ماريان فوس         | هولندا           | فريق هولندا لركوب الدراجات للسيدات 2010 ‏           | 10 س 40 د 39 ث |  |
| 2             | جوديث أرندت        | ألمانيا          | كانيون–إس آر إيه إم ‏                               | + 21 ث         |  |
| 3             | تاتيانا جوديرزو    | إيطاليا          | Valdarno ‏                                          | + 45 ث         |  |
| 4             | Claudia Häusler    | ألمانيا          | Garmin–Cervélo (women) ‏                            | + 1 د 04 ث     |  |
| 5             | إيما بولي          | المملكة المتحدة  | Garmin–Cervélo (women) ‏                            | + 1 د 18 ث     |  |
| 6             | إيفلين ستيفنز      | الولايات المتحدة | كانيون–إس آر إيه إم ‏                               | + 1 د 23 ث     |  |
| 7             | أولغا زابيلينسكايا | روسيا            | أيه آر مونكس برو سيكلينج للسيدات ‏                  | + 1 د 25 ث     |  |
| 8             | مارا أبوت          | الولايات المتحدة | فريق الولايات المتحدة لركوب الدراجات للسيدات 2010 ‏ | + 1 د 29 ث     |  |
| 9             | ليندا فيلومسن      | نيوزيلندا        | كانيون–إس آر إيه إم ‏                               | + 1 د 39 ث     |  |
| 10            | Grete Treier ‏      | إستونيا          | S.C. Michela Fanini Rox ‏                           | + 1 د 58 ث     |  |

### مرحلة 6
هي مرحلة جبلية، أقيمت في 7 يوليو 2010، وامتدّت لمسافة 116.7 كيلومتر. فاز بالمرحلة ماريان فوس، وكان متصدر الترتيب العام في نهاية المرحلة ماريان فوس، وكان المتصدر حسب ترتيب النقاط Ina-Yoko Teutenberg ‏، وكان المتصدر في ترتيب التسلق إيما بولي، وتصدر ترتيب النقاط للشباب ماريان فوس، وكان قائد تصنيف الجنسيات تاتيانا جوديرزو.
| التصنيف العام | التصنيف العام      | التصنيف العام    | التصنيف العام                                      | التصنيف العام  |  |
| العداء        | العداء             | البلد            | الفريق                                             | الوقت          |  |
| ------------- | ------------------ | ---------------- | -------------------------------------------------- | -------------- |  |
| 1             | ماريان فوس         | هولندا           | فريق هولندا لركوب الدراجات للسيدات 2010 ‏           | 13 س 50 د 47 ث |  |
| 2             | جوديث أرندت        | ألمانيا          | كانيون–إس آر إيه إم ‏                               | + 25 ث         |  |
| 3             | تاتيانا جوديرزو    | إيطاليا          | Valdarno ‏                                          | + 1 د 03 ث     |  |
| 4             | Claudia Häusler    | ألمانيا          | Garmin–Cervélo (women) ‏                            | + 1 د 23 ث     |  |
| 5             | أولغا زابيلينسكايا | روسيا            | أيه آر مونكس برو سيكلينج للسيدات ‏                  | + 1 د 31 ث     |  |
| 6             | إيما بولي          | المملكة المتحدة  | Garmin–Cervélo (women) ‏                            | + 1 د 42 ث     |  |
| 7             | مارا أبوت          | الولايات المتحدة | فريق الولايات المتحدة لركوب الدراجات للسيدات 2010 ‏ | + 1 د 48 ث     |  |
| 8             | إيفلين ستيفنز      | الولايات المتحدة | كانيون–إس آر إيه إم ‏                               | + 2 د 00 ث     |  |
| 9             | ليندا فيلومسن      | نيوزيلندا        | كانيون–إس آر إيه إم ‏                               | + 2 د 16 ث     |  |
| 10            | أنيميك فان فليوتن  | هولندا           | فريق هولندا لركوب الدراجات للسيدات 2010 ‏           | + 2 د 25 ث     |  |

### مرحلة 7
هي مرحلة جبلية، أقيمت في 8 يوليو 2010، وامتدّت لمسافة 110.8 كيلومتر. فاز بالمرحلة إيفلين ستيفنز، وكان متصدر الترتيب العام في نهاية المرحلة ماريان فوس، وكان المتصدر حسب ترتيب النقاط ماريان فوس، وكان المتصدر في ترتيب التسلق تاتيانا جوديرزو، وتصدر ترتيب النقاط للشباب ماريان فوس، وكان قائد تصنيف الجنسيات تاتيانا جوديرزو.
| التصنيف العام | التصنيف العام       | التصنيف العام    | التصنيف العام                                      | التصنيف العام  |  |
| العداء        | العداء              | البلد            | الفريق                                             | الوقت          |  |
| ------------- | ------------------- | ---------------- | -------------------------------------------------- | -------------- |  |
| 1             | ماريان فوس          | هولندا           | فريق هولندا لركوب الدراجات للسيدات 2010 ‏           | 17 س 05 د 56 ث |  |
| 2             | جوديث أرندت         | ألمانيا          | كانيون–إس آر إيه إم ‏                               | + 27 ث         |  |
| 3             | تاتيانا جوديرزو     | إيطاليا          | Valdarno ‏                                          | + 1 د 09 ث     |  |
| 4             | إيفلين ستيفنز       | الولايات المتحدة | كانيون–إس آر إيه إم ‏                               | + 1 د 14 ث     |  |
| 5             | Claudia Häusler     | ألمانيا          | Garmin–Cervélo (women) ‏                            | + 1 د 29 ث     |  |
| 6             | مارا أبوت           | الولايات المتحدة | فريق الولايات المتحدة لركوب الدراجات للسيدات 2010 ‏ | + 1 د 54 ث     |  |
| 7             | أمبر نبين           | الولايات المتحدة | فريق الولايات المتحدة لركوب الدراجات للسيدات 2010 ‏ | + 3 د 02 ث     |  |
| 8             | Yevheniya Vysotska ‏ | أوكرانيا         | Valdarno ‏                                          | + 3 د 11 ث     |  |
| 9             | أولغا زابيلينسكايا  | روسيا            | أيه آر مونكس برو سيكلينج للسيدات ‏                  | + 6 د 34 ث     |  |
| 10            | إيما بولي           | المملكة المتحدة  | Garmin–Cervélo (women) ‏                            | + 6 د 45 ث     |  |

### مرحلة 8
هي مرحلة جبلية، أقيمت في 9 يوليو 2010، وامتدّت لمسافة 93 كيلومتر. فاز بالمرحلة مارا أبوت، وكان متصدر الترتيب العام في نهاية المرحلة مارا أبوت، وكان المتصدر حسب ترتيب النقاط ماريان فوس، وكان المتصدر في ترتيب التسلق مارا أبوت، وتصدر ترتيب النقاط للشباب ماريان فوس، وكان قائد تصنيف الجنسيات تاتيانا جوديرزو.
| التصنيف العام | التصنيف العام       | التصنيف العام    | التصنيف العام                                      | التصنيف العام  |  |
| العداء        | العداء              | البلد            | الفريق                                             | الوقت          |  |
| ------------- | ------------------- | ---------------- | -------------------------------------------------- | -------------- |  |
| 1             | مارا أبوت           | الولايات المتحدة | فريق الولايات المتحدة لركوب الدراجات للسيدات 2010 ‏ | 20 س 03 د 15 ث |  |
| 2             | جوديث أرندت         | ألمانيا          | كانيون–إس آر إيه إم ‏                               | + 19 ث         |  |
| 3             | تاتيانا جوديرزو     | إيطاليا          | Valdarno ‏                                          | + 1 د 05 ث     |  |
| 4             | ماريان فوس          | هولندا           | فريق هولندا لركوب الدراجات للسيدات 2010 ‏           | + 1 د 38 ث     |  |
| 5             | Claudia Häusler     | ألمانيا          | Garmin–Cervélo (women) ‏                            | + 1 د 41 ث     |  |
| 6             | Yevheniya Vysotska ‏ | أوكرانيا         | Valdarno ‏                                          | + 4 د 49 ث     |  |
| 7             | أمبر نبين           | الولايات المتحدة | فريق الولايات المتحدة لركوب الدراجات للسيدات 2010 ‏ | + 5 د 41 ث     |  |
| 8             | إيما بولي           | المملكة المتحدة  | Garmin–Cervélo (women) ‏                            | + 6 د 22 ث     |  |
| 9             | Tatiana Antoshina ‏  | روسيا            | Valdarno ‏                                          | + 8 د 57 ث     |  |
| 10            | إيفلين ستيفنز       | الولايات المتحدة | كانيون–إس آر إيه إم ‏                               | + 13 د 35 ث    |  |

### مرحلة 9
هي مرحلة جبلية، أقيمت في 10 يوليو 2010، وامتدّت لمسافة 68.5 كيلومتر. فاز بالمرحلة مارا أبوت، وكان متصدر الترتيب العام في نهاية المرحلة مارا أبوت، وكان المتصدر حسب ترتيب النقاط ماريان فوس، وكان المتصدر في ترتيب التسلق إيما بولي، وتصدر ترتيب النقاط للشباب ماريان فوس، وكان قائد تصنيف الجنسيات تاتيانا جوديرزو.
| التصنيف العام | التصنيف العام       | التصنيف العام    | التصنيف العام                                      | التصنيف العام  |  |
| العداء        | العداء              | البلد            | الفريق                                             | الوقت          |  |
| ------------- | ------------------- | ---------------- | -------------------------------------------------- | -------------- |  |
| 1             | مارا أبوت           | الولايات المتحدة | فريق الولايات المتحدة لركوب الدراجات للسيدات 2010 ‏ | 22 س 30 د 20 ث |  |
| 2             | جوديث أرندت         | ألمانيا          | كانيون–إس آر إيه إم ‏                               | + 2 د 08 ث     |  |
| 3             | تاتيانا جوديرزو     | إيطاليا          | Valdarno ‏                                          | + 3 د 05 ث     |  |
| 4             | Claudia Häusler     | ألمانيا          | Garmin–Cervélo (women) ‏                            | + 5 د 29 ث     |  |
| 5             | إيما بولي           | المملكة المتحدة  | Garmin–Cervélo (women) ‏                            | + 6 د 53 ث     |  |
| 6             | Yevheniya Vysotska ‏ | أوكرانيا         | Valdarno ‏                                          | + 8 د 26 ث     |  |
| 7             | ماريان فوس          | هولندا           | فريق هولندا لركوب الدراجات للسيدات 2010 ‏           | + 9 د 32 ث     |  |
| 8             | Tatiana Antoshina ‏  | روسيا            | Valdarno ‏                                          | + 12 د 05 ث    |  |
| 9             | أولغا زابيلينسكايا  | روسيا            | أيه آر مونكس برو سيكلينج للسيدات ‏                  | + 23 د 03 ث    |  |
| 10            | Elena Berlato ‏      | إيطاليا          | توب قيرلز فسى برتولو ‏                              | + 25 د 47 ث    |  |

### مرحلة 10
هي مرحلة بسيطة، أقيمت في 11 يوليو 2010، وامتدّت لمسافة 115 كيلومتر. فاز بالمرحلة شيلي أولدز، وكان متصدر الترتيب العام في نهاية المرحلة مارا أبوت.

## المشاركون
| Garmin–Cervélo (women) ‏ CWT | Garmin–Cervélo (women) ‏ CWT | Garmin–Cervélo (women) ‏ CWT |
| --------------------------- | --------------------------- | --------------------------- |
| م                           | عداء                        | مرتبة                       |
| 1                           | Claudia Häusler             | 4                           |
| 2                           | Iris Slappendel ‏            | 68                          |
| 3                           | Lieselot Decroix ‏           | لم يكمل السباق-5            |
| 4                           | شارون لاوس                  | لم يكمل السباق-3            |
| 5                           | إيما بولي                   | 5                           |
| 6                           | كارلا ريان                  | 20                          |
| 7                           | Patricia Schwager ‏          | 37                          |
| 8                           | كيرستن وايلد                | 69                          |

| كانيون–إس آر إيه إم ‏ TCW | كانيون–إس آر إيه إم ‏ TCW  | كانيون–إس آر إيه إم ‏ TCW |
| ------------------------ | ------------------------- | ------------------------ |
| م                        | عداء                      | مرتبة                    |
| 11                       | كيم أندرسون               | 33                       |
| 12                       | جوديث أرندت (زمني فردي)   | 2                        |
| 13                       | Noemi Cantele ‏            | 46                       |
| 14                       | إميليا فهلين (زمني فردي)  | لم يكمل السباق-9         |
| 15                       | إيفلين ستيفنز (زمني فردي) | 15                       |
| 16                       | Ina-Yoko Teutenberg ‏      | 65                       |
| 17                       | Linda Villumsen           | 14                       |
| 18                       | Ellen van Dijk            | لم يكمل السباق-10        |

| لوتو بيليسول للسيدات ‏ LLT | لوتو بيليسول للسيدات ‏ LLT | لوتو بيليسول للسيدات ‏ LLT |
| ------------------------- | ------------------------- | ------------------------- |
| م                         | عداء                      | مرتبة                     |
| 22                        | Lynette Burger ‏           | لم يكمل السباق-8          |
| 23                        | خايمي نيلسن               | لم يكمل السباق-5          |
| 24                        | Catherine Delfosse ‏       | 41                        |
| 25                        | آشلي مولمان               | 17                        |
| 26                        | Kim Schoonbaert ‏          | 82                        |
| 27                        | Nimesha Smith‏             | 93                        |
| 28                        | Vicki Whitelaw ‏           | 22                        |

| Gauss RDZ Ormu ‏ GAU | Gauss RDZ Ormu ‏ GAU | Gauss RDZ Ormu ‏ GAU |
| ------------------- | ------------------- | ------------------- |
| م                   | عداء                | مرتبة               |
| 31                  | إديتا بوتشينسكايتي  | 12                  |
| 32                  | Martine Bras ‏       | 34                  |
| 33                  | جورجيا برونزيني     | 66                  |
| 34                  | Yuliya Martisova ‏   | 44                  |
| 35                  | Elena Kuchinskaya ‏  | 32                  |
| 36                  | Alessandra Borchi ‏  | 80                  |
| 37                  | Giada Borgato ‏      | 74                  |
| 38                  | Alice Donadoni‏      | لم يكمل السباق-8    |

| Team PCW ‏ FEN | Team PCW ‏ FEN       | Team PCW ‏ FEN    |
| ------------- | ------------------- | ---------------- |
| م             | عداء                | مرتبة            |
| 41            | Swetlana Bubnenkowa | 55               |
| 42            | Natalja Bojarskaja  | 18               |
| 43            | Erika Vilūnaitė ‏    | لم يكمل السباق-9 |
| 44            | Suzie Godart ‏       | لم يكمل السباق-4 |
| 45            | Marta Vila Josana ‏  | 19               |
| 46            | كارين أونه          | 31               |

| أيه آر مونكس برو سيكلينج للسيدات ‏ SAF | أيه آر مونكس برو سيكلينج للسيدات ‏ SAF | أيه آر مونكس برو سيكلينج للسيدات ‏ SAF |
| ------------------------------------- | ------------------------------------- | ------------------------------------- |
| م                                     | عداء                                  | مرتبة                                 |
| 51                                    | Alyona Andruk ‏                        | 73                                    |
| 52                                    | أولغا زابيلينسكايا                    | 9                                     |
| 53                                    | Lorena Foresi‏                         | 42                                    |
| 54                                    | Vilija Sereikaitė ‏                    | 52                                    |
| 55                                    | Sylwia Kapusta ‏                       | لم يكمل السباق-8                      |
| 56                                    | Oxana Kozonchuk ‏                      | لم يكمل السباق-8                      |
| 57                                    | راسا ليليفيتو                         | 64                                    |
| 58                                    | Eleonora Patuzzo ‏                     | 61                                    |

| توب قيرلز فسى برتولو ‏ TOG | توب قيرلز فسى برتولو ‏ TOG | توب قيرلز فسى برتولو ‏ TOG |
| ------------------------- | ------------------------- | ------------------------- |
| م                         | عداء                      | مرتبة                     |
| 61                        | Marta Tagliaferro ‏        | 77                        |
| 62                        | Elena Berlato ‏            | 10                        |
| 63                        | Valentina Carretta ‏       | 25                        |
| 64                        | Sigrid Corneo ‏            | 36                        |
| 65                        | Alessandra D'Ettorre ‏     | 71                        |
| 66                        | Jennifer Fiori ‏           | 56                        |
| 67                        | Gloria Presti ‏            | 59                        |
| 68                        | Silvia Valsecchi ‏         | 45                        |

| S.C. Michela Fanini Rox ‏ MIC | S.C. Michela Fanini Rox ‏ MIC      | S.C. Michela Fanini Rox ‏ MIC |
| ---------------------------- | --------------------------------- | ---------------------------- |
| م                            | عداء                              | مرتبة                        |
| 71                           | إدفيج بيتل                        | 11                           |
| 72                           | Verónica Leal ‏ (طريق و زمني فردي) | 30                           |
| 73                           | Martina Růžičková ‏                | 50                           |
| 74                           | Nina Ovcharenco ‏ (طريق)           | 21                           |
| 75                           | Alice Marmorini‏                   | 85                           |
| 76                           | باربرا جوارشي                     | لم يكمل السباق-8             |
| 77                           | Grete Treier ‏ (طريق و زمني فردي)  | 13                           |
| 78                           | Giulia Lazzerini‏                  | لم يكمل السباق-8             |

| ACS Cycling Chirio–Casa Giani ‏ USC | ACS Cycling Chirio–Casa Giani ‏ USC | ACS Cycling Chirio–Casa Giani ‏ USC |
| ---------------------------------- | ---------------------------------- | ---------------------------------- |
| م                                  | عداء                               | مرتبة                              |
| 81                                 | Luisa Tamanini ‏                    | 67                                 |
| 82                                 | Edita Ungurytė ‏                    | لم يكمل السباق-7                   |
| 83                                 | Edita Janeliūnaitė ‏                | لم يكمل السباق-6                   |
| 84                                 | Olena Oliinyk ‏                     | 28                                 |
| 85                                 | Rosane Kirch ‏                      | 86                                 |
| 86                                 | Uênia Fernandes de Souza ‏          | 81                                 |
| 87                                 | Viktoriya Vologdina‏                | 57                                 |
| 88                                 | Tetyana Riabchenko                 | 70                                 |

| Aromitalia–Basso Bikes–Vaiano ‏ VAI | Aromitalia–Basso Bikes–Vaiano ‏ VAI | Aromitalia–Basso Bikes–Vaiano ‏ VAI |
| ---------------------------------- | ---------------------------------- | ---------------------------------- |
| م                                  | عداء                               | مرتبة                              |
| 91                                 | Irene Falorni‏                      | 92                                 |
| 92                                 | سيمونا فرايبسي                     | 76                                 |
| 93                                 | Simona Martini‏                     | 90                                 |
| 94                                 | Valentina Scandolara ‏              | لم يكمل السباق-9                   |
| 95                                 | Katažina Sosna ‏ (زمني فردي)        | 26                                 |
| 96                                 | Eleonora Spaliviero‏                | 88                                 |
| 97                                 | Francesca Tognali‏                  | 87                                 |
| 98                                 | Chiara Vanni‏                       | لم يكمل السباق-9                   |

| Valdarno ‏ VAD | Valdarno ‏ VAD                         | Valdarno ‏ VAD |
| ------------- | ------------------------------------- | ------------- |
| م             | عداء                                  | مرتبة         |
| 101           | تاتيانا جوديرزو (طريق و زمني فردي)    | 3             |
| 102           | Tatiana Antoshina ‏ (طريق و زمني فردي) | 8             |
| 103           | Monia Baccaille ‏ (طريق)               | 39            |
| 104           | Tania Belvederesi ‏                    | 84            |
| 105           | Laura Bozzolo‏                         | 38            |
| 106           | Martina Corazza ‏                      | 47            |
| 107           | Bridie O'Donnell ‏                     | 89            |
| 108           | Yevheniya Vysotska ‏                   | 6             |

| فريق هولندا لركوب الدراجات للسيدات 2010 ‏ NED | فريق هولندا لركوب الدراجات للسيدات 2010 ‏ NED | فريق هولندا لركوب الدراجات للسيدات 2010 ‏ NED |
| -------------------------------------------- | -------------------------------------------- | -------------------------------------------- |
| م                                            | عداء                                         | مرتبة                                        |
| 111                                          | ماريان فوس (زمني فردي)                       | 7                                            |
| 112                                          | أنيميك فان فليوتن                            | 27                                           |
| 113                                          | Chantal Blaak                                | 62                                           |
| 114                                          | لوسيندا براند                                | 35                                           |
| 115                                          | أنا فان دير بريغين                           | 43                                           |
| 116                                          | Sanne van Paassen ‏                           | 75                                           |
| 117                                          | Marit Huisman‏                                | 94                                           |
| 118                                          | روكسان كنيتيمان                              | لم يكمل السباق-6                             |

| فريق أستراليا لركوب الدراجات للسيدات 2010‏ AUS | فريق أستراليا لركوب الدراجات للسيدات 2010‏ AUS | فريق أستراليا لركوب الدراجات للسيدات 2010‏ AUS |
| --------------------------------------------- | --------------------------------------------- | --------------------------------------------- |
| م                                             | عداء                                          | مرتبة                                         |
| 121                                           | Kirsty Broun ‏                                 | لم يكمل السباق-6                              |
| 122                                           | تيفاني كرومويل                                | 23                                            |
| 123                                           | Shara Gillow                                  | 16                                            |
| 124                                           | لورين كيتشن                                   | 83                                            |
| 125                                           | Carlee Taylor ‏                                | 29                                            |
| 126                                           | Emma Mackie ‏                                  | 78                                            |
| 127                                           | ليزا جاكوبس                                   | 53                                            |

| فريق الولايات المتحدة لركوب الدراجات للسيدات 2010‏ USA | فريق الولايات المتحدة لركوب الدراجات للسيدات 2010‏ USA | فريق الولايات المتحدة لركوب الدراجات للسيدات 2010‏ USA |
| ----------------------------------------------------- | ----------------------------------------------------- | ----------------------------------------------------- |
| م                                                     | عداء                                                  | مرتبة                                                 |
| 131                                                   | مارا أبوت (طريق)                                      | 1                                                     |
| 132                                                   | Theresa Cliff-Ryan ‏                                   | 60                                                    |
| 133                                                   | Sinead Miller ‏                                        | 51                                                    |
| 134                                                   | أمبر نبين                                             | لم يكمل السباق-9                                      |
| 135                                                   | Shelley Evans                                         | 40                                                    |
| 136                                                   | Carmen McNellis                                       | 72                                                    |
| 137                                                   | Alison Tetrick                                        | 63                                                    |
| 138                                                   | أماندا ميلر                                           | لم يكمل السباق-10                                     |

| بيزكايا دورانجو ‏ BPD | بيزكايا دورانجو ‏ BPD        | بيزكايا دورانجو ‏ BPD |
| -------------------- | --------------------------- | -------------------- |
| م                    | عداء                        | مرتبة                |
| 141                  | Cristina Alcalde ‏           | 49                   |
| 142                  | Polona Batagelj ‏ (طريق)     | 24                   |
| 143                  | Ana Belen Garcia Antequera ‏ | 48                   |
| 144                  | Monica Hernandez‏            | لم يكمل السباق-1     |
| 146                  | Davina Summers ‏             | لم يكمل السباق-7     |
| 147                  | Ariadna Tudel Cuberes ‏      | 58                   |
| 148                  | Dorleta Zorrilla ‏           | 91                   |

| Debabarrena–Gipuzkoa ‏ DKT | Debabarrena–Gipuzkoa ‏ DKT         | Debabarrena–Gipuzkoa ‏ DKT |
| ------------------------- | --------------------------------- | ------------------------- |
| م                         | عداء                              | مرتبة                     |
| 151                       | أني سانستيبان                     | 54                        |
| 152                       | Inmaculada Rafael‏                 | لم يكمل السباق-6          |
| 153                       | Irene San Sebastián ‏              | لم يكمل السباق-10         |
| 154                       | Inmaculada Pereiro ‏               | 79                        |
| 155                       | Ana Yunta‏                         | لم يكمل السباق-10         |
| 156                       | ليري أولابيريا (طريق و زمني فردي) | لم يكمل السباق-5          |

| Garmin–Cervélo (women) ‏ CWT | Garmin–Cervélo (women) ‏ CWT | Garmin–Cervélo (women) ‏ CWT |
| --------------------------- | --------------------------- | --------------------------- |
| م                           | عداء                        | مرتبة                       |
| 1                           | Claudia Häusler             | 4                           |
| 2                           | Iris Slappendel ‏            | 68                          |
| 3                           | Lieselot Decroix ‏           | لم يكمل السباق-5            |
| 4                           | شارون لاوس                  | لم يكمل السباق-3            |
| 5                           | إيما بولي                   | 5                           |
| 6                           | كارلا ريان                  | 20                          |
| 7                           | Patricia Schwager ‏          | 37                          |
| 8                           | كيرستن وايلد                | 69                          |

| كانيون–إس آر إيه إم ‏ TCW | كانيون–إس آر إيه إم ‏ TCW  | كانيون–إس آر إيه إم ‏ TCW |
| ------------------------ | ------------------------- | ------------------------ |
| م                        | عداء                      | مرتبة                    |
| 11                       | كيم أندرسون               | 33                       |
| 12                       | جوديث أرندت (زمني فردي)   | 2                        |
| 13                       | Noemi Cantele ‏            | 46                       |
| 14                       | إميليا فهلين (زمني فردي)  | لم يكمل السباق-9         |
| 15                       | إيفلين ستيفنز (زمني فردي) | 15                       |
| 16                       | Ina-Yoko Teutenberg ‏      | 65                       |
| 17                       | Linda Villumsen           | 14                       |
| 18                       | Ellen van Dijk            | لم يكمل السباق-10        |

| لوتو بيليسول للسيدات ‏ LLT | لوتو بيليسول للسيدات ‏ LLT | لوتو بيليسول للسيدات ‏ LLT |
| ------------------------- | ------------------------- | ------------------------- |
| م                         | عداء                      | مرتبة                     |
| 22                        | Lynette Burger ‏           | لم يكمل السباق-8          |
| 23                        | خايمي نيلسن               | لم يكمل السباق-5          |
| 24                        | Catherine Delfosse ‏       | 41                        |
| 25                        | آشلي مولمان               | 17                        |
| 26                        | Kim Schoonbaert ‏          | 82                        |
| 27                        | Nimesha Smith‏             | 93                        |
| 28                        | Vicki Whitelaw ‏           | 22                        |

| Gauss RDZ Ormu ‏ GAU | Gauss RDZ Ormu ‏ GAU | Gauss RDZ Ormu ‏ GAU |
| ------------------- | ------------------- | ------------------- |
| م                   | عداء                | مرتبة               |
| 31                  | إديتا بوتشينسكايتي  | 12                  |
| 32                  | Martine Bras ‏       | 34                  |
| 33                  | جورجيا برونزيني     | 66                  |
| 34                  | Yuliya Martisova ‏   | 44                  |
| 35                  | Elena Kuchinskaya ‏  | 32                  |
| 36                  | Alessandra Borchi ‏  | 80                  |
| 37                  | Giada Borgato ‏      | 74                  |
| 38                  | Alice Donadoni‏      | لم يكمل السباق-8    |

| Team PCW ‏ FEN | Team PCW ‏ FEN       | Team PCW ‏ FEN    |
| ------------- | ------------------- | ---------------- |
| م             | عداء                | مرتبة            |
| 41            | Swetlana Bubnenkowa | 55               |
| 42            | Natalja Bojarskaja  | 18               |
| 43            | Erika Vilūnaitė ‏    | لم يكمل السباق-9 |
| 44            | Suzie Godart ‏       | لم يكمل السباق-4 |
| 45            | Marta Vila Josana ‏  | 19               |
| 46            | كارين أونه          | 31               |

| أيه آر مونكس برو سيكلينج للسيدات ‏ SAF | أيه آر مونكس برو سيكلينج للسيدات ‏ SAF | أيه آر مونكس برو سيكلينج للسيدات ‏ SAF |
| ------------------------------------- | ------------------------------------- | ------------------------------------- |
| م                                     | عداء                                  | مرتبة                                 |
| 51                                    | Alyona Andruk ‏                        | 73                                    |
| 52                                    | أولغا زابيلينسكايا                    | 9                                     |
| 53                                    | Lorena Foresi‏                         | 42                                    |
| 54                                    | Vilija Sereikaitė ‏                    | 52                                    |
| 55                                    | Sylwia Kapusta ‏                       | لم يكمل السباق-8                      |
| 56                                    | Oxana Kozonchuk ‏                      | لم يكمل السباق-8                      |
| 57                                    | راسا ليليفيتو                         | 64                                    |
| 58                                    | Eleonora Patuzzo ‏                     | 61                                    |

| توب قيرلز فسى برتولو ‏ TOG | توب قيرلز فسى برتولو ‏ TOG | توب قيرلز فسى برتولو ‏ TOG |
| ------------------------- | ------------------------- | ------------------------- |
| م                         | عداء                      | مرتبة                     |
| 61                        | Marta Tagliaferro ‏        | 77                        |
| 62                        | Elena Berlato ‏            | 10                        |
| 63                        | Valentina Carretta ‏       | 25                        |
| 64                        | Sigrid Corneo ‏            | 36                        |
| 65                        | Alessandra D'Ettorre ‏     | 71                        |
| 66                        | Jennifer Fiori ‏           | 56                        |
| 67                        | Gloria Presti ‏            | 59                        |
| 68                        | Silvia Valsecchi ‏         | 45                        |

| S.C. Michela Fanini Rox ‏ MIC | S.C. Michela Fanini Rox ‏ MIC      | S.C. Michela Fanini Rox ‏ MIC |
| ---------------------------- | --------------------------------- | ---------------------------- |
| م                            | عداء                              | مرتبة                        |
| 71                           | إدفيج بيتل                        | 11                           |
| 72                           | Verónica Leal ‏ (طريق و زمني فردي) | 30                           |
| 73                           | Martina Růžičková ‏                | 50                           |
| 74                           | Nina Ovcharenco ‏ (طريق)           | 21                           |
| 75                           | Alice Marmorini‏                   | 85                           |
| 76                           | باربرا جوارشي                     | لم يكمل السباق-8             |
| 77                           | Grete Treier ‏ (طريق و زمني فردي)  | 13                           |
| 78                           | Giulia Lazzerini‏                  | لم يكمل السباق-8             |

| ACS Cycling Chirio–Casa Giani ‏ USC | ACS Cycling Chirio–Casa Giani ‏ USC | ACS Cycling Chirio–Casa Giani ‏ USC |
| ---------------------------------- | ---------------------------------- | ---------------------------------- |
| م                                  | عداء                               | مرتبة                              |
| 81                                 | Luisa Tamanini ‏                    | 67                                 |
| 82                                 | Edita Ungurytė ‏                    | لم يكمل السباق-7                   |
| 83                                 | Edita Janeliūnaitė ‏                | لم يكمل السباق-6                   |
| 84                                 | Olena Oliinyk ‏                     | 28                                 |
| 85                                 | Rosane Kirch ‏                      | 86                                 |
| 86                                 | Uênia Fernandes de Souza ‏          | 81                                 |
| 87                                 | Viktoriya Vologdina‏                | 57                                 |
| 88                                 | Tetyana Riabchenko                 | 70                                 |

| Aromitalia–Basso Bikes–Vaiano ‏ VAI | Aromitalia–Basso Bikes–Vaiano ‏ VAI | Aromitalia–Basso Bikes–Vaiano ‏ VAI |
| ---------------------------------- | ---------------------------------- | ---------------------------------- |
| م                                  | عداء                               | مرتبة                              |
| 91                                 | Irene Falorni‏                      | 92                                 |
| 92                                 | سيمونا فرايبسي                     | 76                                 |
| 93                                 | Simona Martini‏                     | 90                                 |
| 94                                 | Valentina Scandolara ‏              | لم يكمل السباق-9                   |
| 95                                 | Katažina Sosna ‏ (زمني فردي)        | 26                                 |
| 96                                 | Eleonora Spaliviero‏                | 88                                 |
| 97                                 | Francesca Tognali‏                  | 87                                 |
| 98                                 | Chiara Vanni‏                       | لم يكمل السباق-9                   |

| Valdarno ‏ VAD | Valdarno ‏ VAD                         | Valdarno ‏ VAD |
| ------------- | ------------------------------------- | ------------- |
| م             | عداء                                  | مرتبة         |
| 101           | تاتيانا جوديرزو (طريق و زمني فردي)    | 3             |
| 102           | Tatiana Antoshina ‏ (طريق و زمني فردي) | 8             |
| 103           | Monia Baccaille ‏ (طريق)               | 39            |
| 104           | Tania Belvederesi ‏                    | 84            |
| 105           | Laura Bozzolo‏                         | 38            |
| 106           | Martina Corazza ‏                      | 47            |
| 107           | Bridie O'Donnell ‏                     | 89            |
| 108           | Yevheniya Vysotska ‏                   | 6             |

| فريق هولندا لركوب الدراجات للسيدات 2010 ‏ NED | فريق هولندا لركوب الدراجات للسيدات 2010 ‏ NED | فريق هولندا لركوب الدراجات للسيدات 2010 ‏ NED |
| -------------------------------------------- | -------------------------------------------- | -------------------------------------------- |
| م                                            | عداء                                         | مرتبة                                        |
| 111                                          | ماريان فوس (زمني فردي)                       | 7                                            |
| 112                                          | أنيميك فان فليوتن                            | 27                                           |
| 113                                          | Chantal Blaak                                | 62                                           |
| 114                                          | لوسيندا براند                                | 35                                           |
| 115                                          | أنا فان دير بريغين                           | 43                                           |
| 116                                          | Sanne van Paassen ‏                           | 75                                           |
| 117                                          | Marit Huisman‏                                | 94                                           |
| 118                                          | روكسان كنيتيمان                              | لم يكمل السباق-6                             |

| فريق أستراليا لركوب الدراجات للسيدات 2010‏ AUS | فريق أستراليا لركوب الدراجات للسيدات 2010‏ AUS | فريق أستراليا لركوب الدراجات للسيدات 2010‏ AUS |
| --------------------------------------------- | --------------------------------------------- | --------------------------------------------- |
| م                                             | عداء                                          | مرتبة                                         |
| 121                                           | Kirsty Broun ‏                                 | لم يكمل السباق-6                              |
| 122                                           | تيفاني كرومويل                                | 23                                            |
| 123                                           | Shara Gillow                                  | 16                                            |
| 124                                           | لورين كيتشن                                   | 83                                            |
| 125                                           | Carlee Taylor ‏                                | 29                                            |
| 126                                           | Emma Mackie ‏                                  | 78                                            |
| 127                                           | ليزا جاكوبس                                   | 53                                            |

| فريق الولايات المتحدة لركوب الدراجات للسيدات 2010‏ USA | فريق الولايات المتحدة لركوب الدراجات للسيدات 2010‏ USA | فريق الولايات المتحدة لركوب الدراجات للسيدات 2010‏ USA |
| ----------------------------------------------------- | ----------------------------------------------------- | ----------------------------------------------------- |
| م                                                     | عداء                                                  | مرتبة                                                 |
| 131                                                   | مارا أبوت (طريق)                                      | 1                                                     |
| 132                                                   | Theresa Cliff-Ryan ‏                                   | 60                                                    |
| 133                                                   | Sinead Miller ‏                                        | 51                                                    |
| 134                                                   | أمبر نبين                                             | لم يكمل السباق-9                                      |
| 135                                                   | Shelley Evans                                         | 40                                                    |
| 136                                                   | Carmen McNellis                                       | 72                                                    |
| 137                                                   | Alison Tetrick                                        | 63                                                    |
| 138                                                   | أماندا ميلر                                           | لم يكمل السباق-10                                     |

| بيزكايا دورانجو ‏ BPD | بيزكايا دورانجو ‏ BPD        | بيزكايا دورانجو ‏ BPD |
| -------------------- | --------------------------- | -------------------- |
| م                    | عداء                        | مرتبة                |
| 141                  | Cristina Alcalde ‏           | 49                   |
| 142                  | Polona Batagelj ‏ (طريق)     | 24                   |
| 143                  | Ana Belen Garcia Antequera ‏ | 48                   |
| 144                  | Monica Hernandez‏            | لم يكمل السباق-1     |
| 146                  | Davina Summers ‏             | لم يكمل السباق-7     |
| 147                  | Ariadna Tudel Cuberes ‏      | 58                   |
| 148                  | Dorleta Zorrilla ‏           | 91                   |

| Debabarrena–Gipuzkoa ‏ DKT | Debabarrena–Gipuzkoa ‏ DKT         | Debabarrena–Gipuzkoa ‏ DKT |
| ------------------------- | --------------------------------- | ------------------------- |
| م                         | عداء                              | مرتبة                     |
| 151                       | أني سانستيبان                     | 54                        |
| 152                       | Inmaculada Rafael‏                 | لم يكمل السباق-6          |
| 153                       | Irene San Sebastián ‏              | لم يكمل السباق-10         |
| 154                       | Inmaculada Pereiro ‏               | 79                        |
| 155                       | Ana Yunta‏                         | لم يكمل السباق-10         |
| 156                       | ليري أولابيريا (طريق و زمني فردي) | لم يكمل السباق-5          |

## التصنيف العام النهائي
| التصنيف العام | التصنيف العام       | التصنيف العام    | التصنيف العام                                      | التصنيف العام  |  |
| العداء        | العداء              | البلد            | الفريق                                             | الوقت          |  |
| ------------- | ------------------- | ---------------- | -------------------------------------------------- | -------------- |  |
| 1             | مارا أبوت           | الولايات المتحدة | فريق الولايات المتحدة لركوب الدراجات للسيدات 2010 ‏ | 25 س 15 د 54 ث |  |
| 2             | جوديث أرندت         | ألمانيا          | كانيون–إس آر إيه إم ‏                               | + 2 د 05 ث     |  |
| 3             | تاتيانا جوديرزو     | إيطاليا          | Valdarno ‏                                          | + 3 د 05 ث     |  |
| 4             | Claudia Häusler     | ألمانيا          | Garmin–Cervélo (women) ‏                            | + 5 د 26 ث     |  |
| 5             | إيما بولي           | المملكة المتحدة  | Garmin–Cervélo (women) ‏                            | + 7 د 29 ث     |  |
| 6             | Yevheniya Vysotska ‏ | أوكرانيا         | Valdarno ‏                                          | + 8 د 23 ث     |  |
| 7             | ماريان فوس          | هولندا           | فريق هولندا لركوب الدراجات للسيدات 2010 ‏           | + 9 د 24 ث     |  |
| 8             | Tatiana Antoshina ‏  | روسيا            | Valdarno ‏                                          | + 12 د 08 ث    |  |
| 9             | أولغا زابيلينسكايا  | روسيا            | أيه آر مونكس برو سيكلينج للسيدات ‏                  | + 23 د 03 ث    |  |
| 10            | Elena Berlato ‏      | إيطاليا          | توب قيرلز فسى برتولو ‏                              | + 25 د 50 ث    |  |

### تصنيف النقاط
| تصنيف النقاط | تصنيف النقاط         | تصنيف النقاط     | تصنيف النقاط                                       | تصنيف النقاط |  |
| العداء       | العداء               | البلد            | الفريق                                             | النقاط       |  |
| ------------ | -------------------- | ---------------- | -------------------------------------------------- | ------------ |  |
| 1            | ماريان فوس           | هولندا           | فريق هولندا لركوب الدراجات للسيدات 2010 ‏           | 80 نقطة      |  |
| 2            | Ina-Yoko Teutenberg ‏ | ألمانيا          | كانيون–إس آر إيه إم ‏                               | 65 نقطة      |  |
| 3            | جوديث أرندت          | ألمانيا          | كانيون–إس آر إيه إم ‏                               | 62 نقطة      |  |
| 4            | كيرستن وايلد         | هولندا           | Garmin–Cervélo (women) ‏                            | 52 نقطة      |  |
| 5            | مارا أبوت            | الولايات المتحدة | فريق الولايات المتحدة لركوب الدراجات للسيدات 2010 ‏ | 45 نقطة      |  |
| 6            | تاتيانا جوديرزو      | إيطاليا          | Valdarno ‏                                          | 44 نقطة      |  |
| 7            | Shelley Evans        | الولايات المتحدة | فريق الولايات المتحدة لركوب الدراجات للسيدات 2010 ‏ | 42 نقطة      |  |
| 8            | جورجيا برونزيني      | إيطاليا          | Gauss RDZ Ormu ‏                                    | 42 نقطة      |  |
| 9            | إيما بولي            | المملكة المتحدة  | Garmin–Cervélo (women) ‏                            | 28 نقطة      |  |
| 10           | Claudia Häusler      | ألمانيا          | Garmin–Cervélo (women) ‏                            | 22 نقطة      |  |

### تصنيف الجبال
| تصنيف الجبال | تصنيف الجبال        | تصنيف الجبال     | تصنيف الجبال                                       | تصنيف الجبال |  |
| العداء       | العداء              | البلد            | الفريق                                             | النقاط       |  |
| ------------ | ------------------- | ---------------- | -------------------------------------------------- | ------------ |  |
| 1            | إيما بولي           | المملكة المتحدة  | Garmin–Cervélo (women) ‏                            | 48 نقطة      |  |
| 2            | مارا أبوت           | الولايات المتحدة | فريق الولايات المتحدة لركوب الدراجات للسيدات 2010 ‏ | 43 نقطة      |  |
| 3            | تاتيانا جوديرزو     | إيطاليا          | Valdarno ‏                                          | 33 نقطة      |  |
| 4            | إيفلين ستيفنز       | الولايات المتحدة | كانيون–إس آر إيه إم ‏                               | 22 نقطة      |  |
| 5            | جوديث أرندت         | ألمانيا          | كانيون–إس آر إيه إم ‏                               | 17 نقطة      |  |
| 6            | Martine Bras ‏       | هولندا           | Gauss RDZ Ormu ‏                                    | 14 نقطة      |  |
| 7            | ماريان فوس          | هولندا           | فريق هولندا لركوب الدراجات للسيدات 2010 ‏           | 7 نقطة       |  |
| 8            | أولغا زابيلينسكايا  | روسيا            | أيه آر مونكس برو سيكلينج للسيدات ‏                  | 7 نقطة       |  |
| 9            | Yevheniya Vysotska ‏ | أوكرانيا         | Valdarno ‏                                          | 6 نقطة       |  |
| 10           | Tatiana Antoshina ‏  | روسيا            | Valdarno ‏                                          | 6 نقطة       |  |

## تصانيف فرعية

### تصنيف أفضل شاب
| تصنيف أفضل شاب | تصنيف أفضل شاب      | تصنيف أفضل شاب | تصنيف أفضل شاب                             | تصنيف أفضل شاب  |  |
| العداء         | العداء              | البلد          | الفريق                                     | الوقت           |  |
| -------------- | ------------------- | -------------- | ------------------------------------------ | --------------- |  |
| 1              | ماريان فوس          | هولندا         | فريق هولندا لركوب الدراجات للسيدات 2010 ‏   | 25 س 25 د 18 ث  |  |
| 2              | Elena Berlato ‏      | إيطاليا        | توب قيرلز فسى برتولو ‏                      | + 16 د 26 ث     |  |
| 3              | Shara Gillow        | أستراليا       | فريق أستراليا لركوب الدراجات للسيدات 2010 ‏ | + 32 د 38 ث     |  |
| 4              | تيفاني كرومويل      | أستراليا       | فريق أستراليا لركوب الدراجات للسيدات 2010 ‏ | + 48 د 16 ث     |  |
| 5              | Polona Batagelj ‏    | سلوفينيا       | بيزكايا دورانجو ‏                           | + 49 د 11 ث     |  |
| 6              | Valentina Carretta ‏ | إيطاليا        | توب قيرلز فسى برتولو ‏                      | + 50 د 59 ث     |  |
| 7              | Katažina Sosna ‏     | ليتوانيا       | Aromitalia–Basso Bikes–Vaiano ‏             | + 51 د 56 ث     |  |
| 8              | Olena Oliinyk ‏      | أوكرانيا       | ACS Cycling Chirio–Casa Giani ‏             | + 56 د 25 ث     |  |
| 9              | Carlee Taylor ‏      | أستراليا       | فريق أستراليا لركوب الدراجات للسيدات 2010 ‏ | + 57 د 13 ث     |  |
| 10             | لوسيندا براند       | هولندا         | فريق هولندا لركوب الدراجات للسيدات 2010 ‏   | + 1 س 15 د 15 ث |  |